# Reinado Internacional del Café 2012
Reinado Internacional del Café 2012 fue la XLI edición del certamen Reinado Internacional del Café, el cual se celebró el 8 de enero de 2012 en Manizales, Colombia.
24 candidatas de diferentes partes del mundo compitiero por el título. La ganadora fue Ximena Vargas Parada de Bolivia.

## Resultados

### Posiciones
| Posición                             | Candidata                       |
| ------------------------------------ | ------------------------------- |
| Reina Internacional del Café 2012    | - Bolivia - Ximena Vargas       |
| Virreina Internacional del Café 2012 | - Colombia - Yoselín Rincón     |
| 1.ª Princesa                         | - Indonesia - Laskary Metal     |
| 2.ª Princesa                         | - Venezuela - Gabriella Ferrari |
| 3.ª Princesa                         | - Brasil - Aline Dos Reis       |

### Premios Especiales
| Premio              | Candidata                       |
| ------------------- | ------------------------------- |
| Reina de la Policía | - Costa Rica - Fabiana Granados |
| Mejor Rostro        | - Bolivia - Ximena Vargas       |
| Mejor Cabello       | - Indonesia - Laskary Metal     |
| Chica Cheers        | - Venezuela - Gabriella Ferrari |

### Reina de la Policía
| Resultados Finales | Candidata                       |
| ------------------ | ------------------------------- |
| Ganadora           | - Costa Rica - Fabiana Granados |
| 2.º Lugar          | - Bolivia - Ximena Vargas       |
| 3.er Lugar         | - Venezuela - Gabriella Ferrari |
| 4.º Lugar          | - España - Meriem Mustafá       |
| 5.º Lugar          | - Brasil - Aline Sales Dos Reis |

## Candidatas
24 candidatas confirmadas.
| País                 | Candidata                       | Edad | Estatura | Residencia   |
| -------------------- | ------------------------------- | ---- | -------- | ------------ |
| Alemania             | Johanna Acs                     | 19   | 1.75     | Eschweiler   |
| Argentina            | Bárbara Soledad Saavedra        | 21   | 1.75     | Campana      |
| Bahamas              | Keriann Brittney Stuart         | 17   | 1.68     | Freeport     |
| Bolivia              | Ximena Vargas Parada            | 25   | 1.75     | Santa Cruz   |
| Brasil               | Aline Sales Dos Reis            | 24   | 1.75     | Belém        |
| Canadá               | Emily Ann Kiss                  | 25   | 1.74     | Windsor      |
| Colombia             | Yoselín Rincón Castillo         | 19   | 1.72     | Cartagena    |
| Costa Rica           | Fabiana Granados Herrera        | 21   | 1.72     | Guanacaste   |
| Ecuador              | María Lissette Cedeño Gómez     | 24   | 1.72     | Guayaquil    |
| El Salvador          | Cindy Madai Guzmán Aguilar      | 23   | 1.74     | Nejapa       |
| España               | Meriem Mustafá Mohamed          | 24   | 1.78     | Madrid       |
| Estados Unidos       | Lili Dorotea Fifield            | 22   | 1.75     | San Diego    |
| Honduras             | Bessy Beatriz López Ochoa       | 17   | 1.73     | Choloma      |
| Indonesia            | Laskary Andaly Metal Bitticaca  | 25   | 1.75     | Sorowako     |
| México               | Silvia Edith Espinoza Sánchez   | 19   | 1.73     | Villahermosa |
| Panamá               | Edith Noemí Díaz Córdoba        | 23   | 1.74     | Las Tablas   |
| Paraguay             | Clara Silvana Carrillo Gossen   | 22   | 1.70     | Horqueta     |
| Perú                 | Sharley Catheryne Torres        | 25   | 1.75     | Trujillo     |
| Polonia              | Justyna Katarzyna Karlowska     | 20   | 1.74     | Mrowiska     |
| Portugal             | Patrícia Carvalho de Oliveira   | 21   | 1.77     | Zúrich       |
| Puerto Rico          | Sulis Marie Matos Reyes         | 20   | 1.78     | Bayamón      |
| República Dominicana | Catherine Mabel Ramírez Rosario | 25   | 1.73     | Santiago     |
| Uruguay              | Cinthia Micaela Amorín Pereira  | 20   | 1.72     | Montevideo   |
| Venezuela            | Gabriella Ferrari Peirano       | 20   | 1.75     | Valencia     |

## Participaciones en otros certámenes
Miss Universo:
- 2013:  Costa Rica - Fabiana Granados (Top 16)

Miss Mundo:
- 2011:  Honduras - Bessy Beatriz López Ochoa
- 2012:  Venezuela - Gabriella Ferrari Peirano

Miss Internacional:
- 2006:  Canadá - Emily Ann Kiss
- 2010:  Alemania - Johanna Acs (Top 15)
- 2010:  Bolivia - Ximena Vargas Parada
- 2011:  República Dominicana - Catherine Ramírez

Miss Intercontinental:
- 2011:  Paraguay - Clara Silvana Carrillo Gossen

Miss Turismo Internacional:
- 2009:  Bolivia - Ximena Vargas Parada